# Mary Fieldsová
Mary Fieldsová (asi 1832 Tennessee – 5. prosince 1914 Great Falls (Montana)) byla Afroameričanka, která se proslavila doručováním pošty v odlehlých vnitrozemských oblastech. Byla známá jako Black Mary (Černá Mary) nebo Stagecoach Mary (Dostavníková Mary).
Narodila se v otroctví v Hickman County. Po skončení občanské války pracovala jako hospodyně u soudce Edmunda Francise Dunneho a v klášteře uršulinek. Roku 1884 se usadila v Cascade v Montaně, kde byla údržbářkou v misijní škole, odkud byla po rvačce s jedním zaměstnancem propuštěna. Provozovala restauraci a v roce 1895 složila zkoušky na místo kočího poštovního vozu (nebyla zaměstnankyní United States Post Office Department, ale soukromníkem, kterému stát pronajímal koncesi jako Star Route Carrier). Stala se populární místní postavou, která vzbuzovala respekt díky výšce 182 cm a mimořádné odvaze, doručovala zásilky každodenně bez ohledu na počasí a pro případ přepadení dostavníku u sebe nosila pistole. V roce 1903 přestala rozvážet poštu a otevřela si prádelnu.
Je po ní pojmenována planetka 7091 Maryfields. Ve filmu The Cherokee Kid ji hrála Dawnn Lewis.